# Zbudské Dlhé
Zbudské Dlhé je obec na Slovensku, v okrese Humenné v Prešovském kraji ležící na levém břehu řeky Laborec. Žije zde 769 obyvatel.

## Rodáci
- Mons. Bernard Bober (* 1950) – slovenský římskokatolický arcibiskup metropolita Košickej arcidiecézy